# Cella di Ferrel

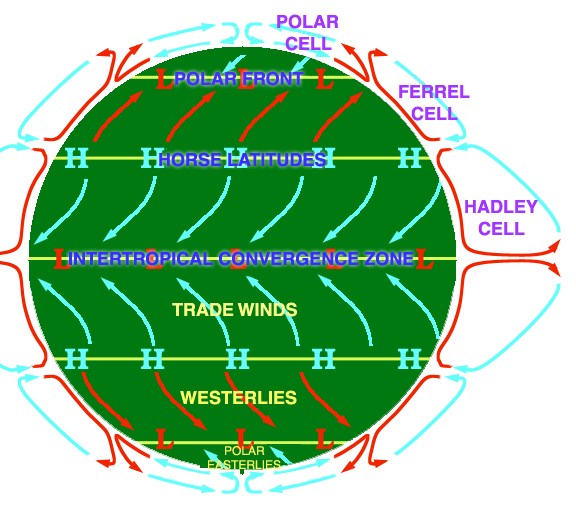
Le tre grandi celle della circolazione atmosferica con i relativi fronti di separazione.

In meteorologia e climatologia, con il termine cella di Ferrel (in onore del meteorologo William Ferrel) si intende la cella convettiva di circolazione atmosferica a scala planetaria che copre le medie latitudini di ciascun emisfero e caratterizzata dalla presenza prevalente dei cosiddetti venti occidentali o westerlies.
Tale circolazione in tale cella è comunque la risultante media nel tempo dell'oscillazione naturale e continua dei venti occidentali secondo la dinamica, sempre a scala planetaria, delle cosiddette onde di Rossby che coinvolge anche la circolazione della cosiddetta cella polare. In seno a queste onde nell'emisfero boreale si sviluppano le ben note depressione d'Islanda e la depressione delle Aleutine rispettivamente sul nord Atlantico e sul nord Pacifico.